# Plaza Mayor de Cáceres

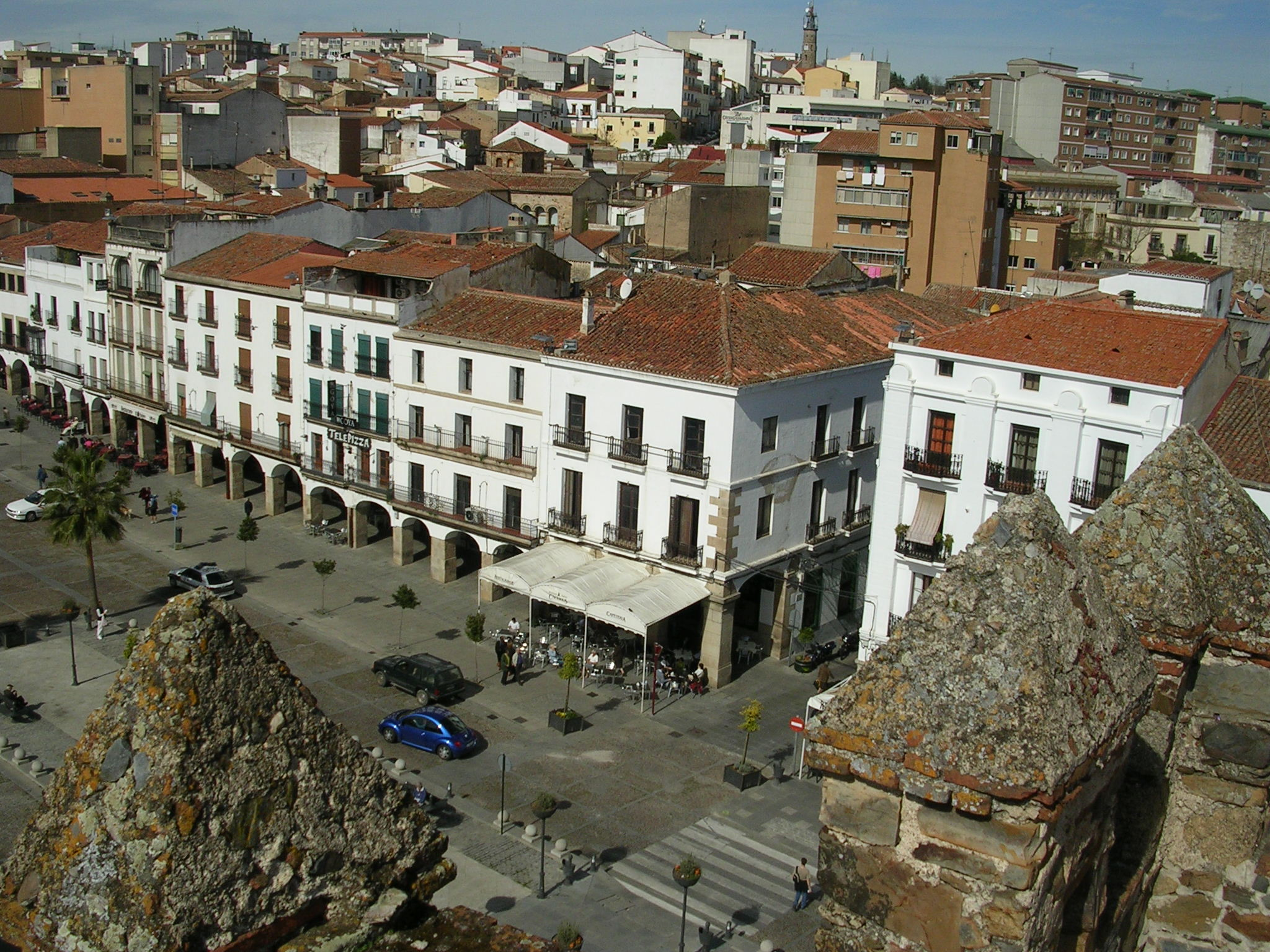
Vista parcial de la plaza tomada desde la Torre de Bujaco.

Plaza Mayor es un barrio y espacio público monumental de Cáceres, punto principal de entrada a la ciudad monumental. 
Limita por el este con parte del lienzo de la muralla, el más conocido, con la torre de Bujaco, el arco de la Estrella y la torre de los Púlpitos. En la parte sur se encuentra el ayuntamiento y el foro de los Balbos y comienza la calle Pintores, la más comercial de Cáceres. En la fachada oeste destacan sus soportales y se encuentra plagada por bares, restaurantes y diversas tiendas. En el centro de la plaza hay un paseo construido en 2001. En 2011 se remodeló la plaza.

## Historia

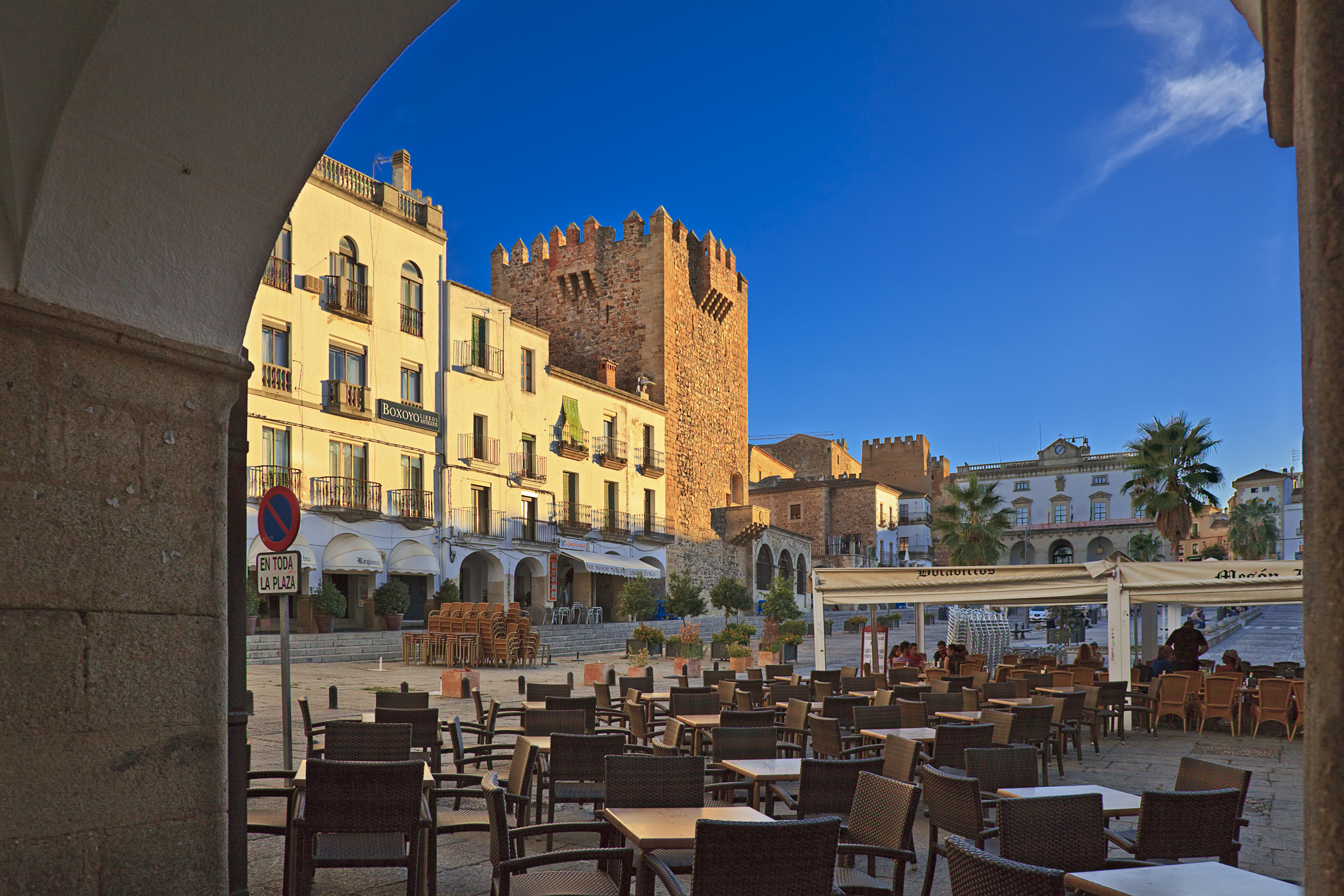
Plaza en el siglo

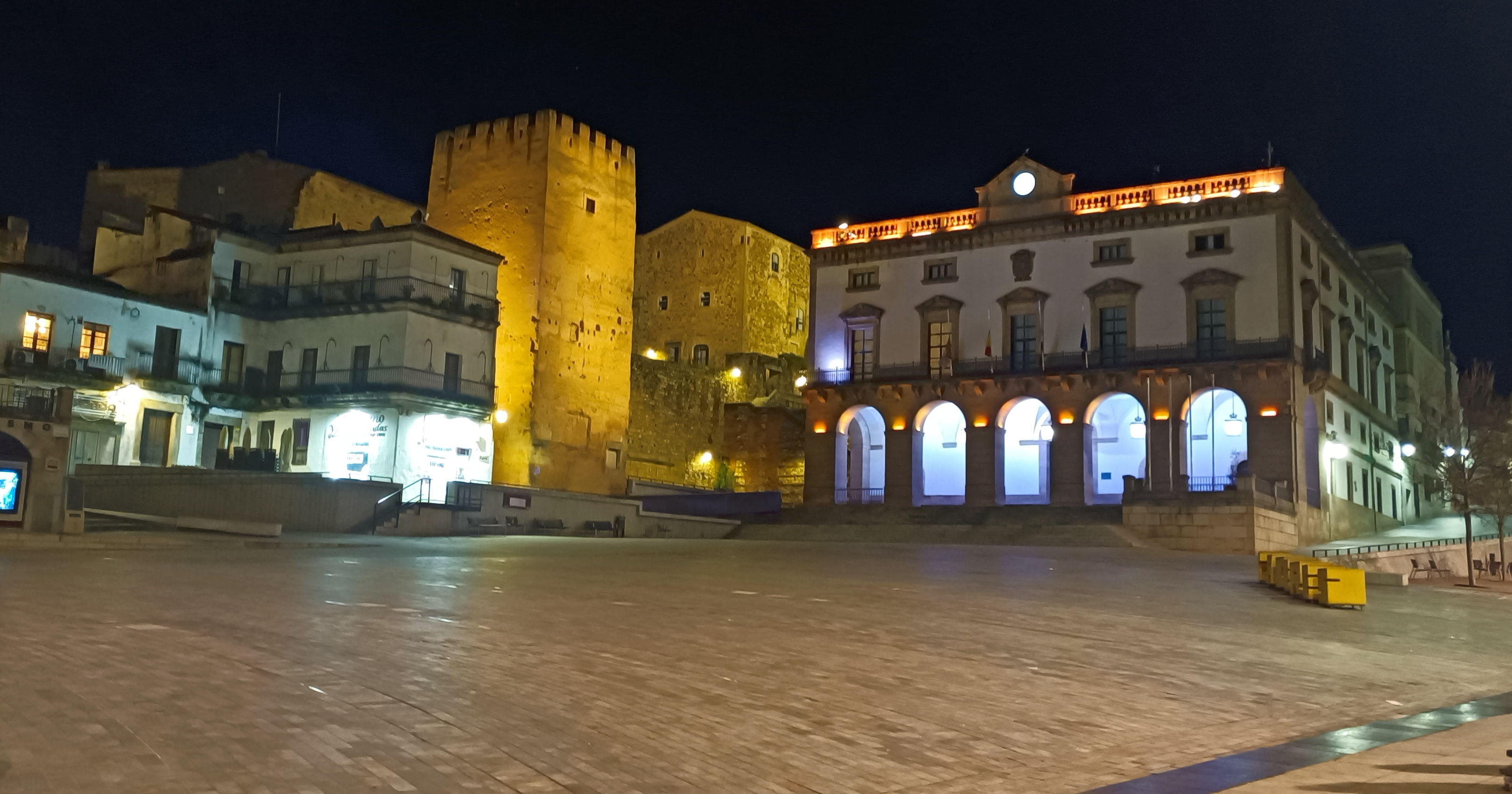
Plaza mayor de Cáceres de noche

Durante siglos, ha sido el punto de reunión, centro de la vida social y comercial de la ciudad. La plaza nació en un solar equidistante de los dos principales núcleos de población extramuros de la ciudad en el siglo XIV: las viviendas alrededor de la iglesia de Santiago y las casas en torno a la puerta de Coria. En aquel momento, esta explanada rectangular ligeramente en cuesta era el lugar idóneo para la celebración de ferias, mercados y eventos lúdicos. Así, el centro de la ciudad pasa de ser la explanada aneja a la iglesia de Santa María a ocupar este lugar, que, con el transcurso de los años, se conformará como la plaza principal o mayor de la ciudad.

## Arquitectura

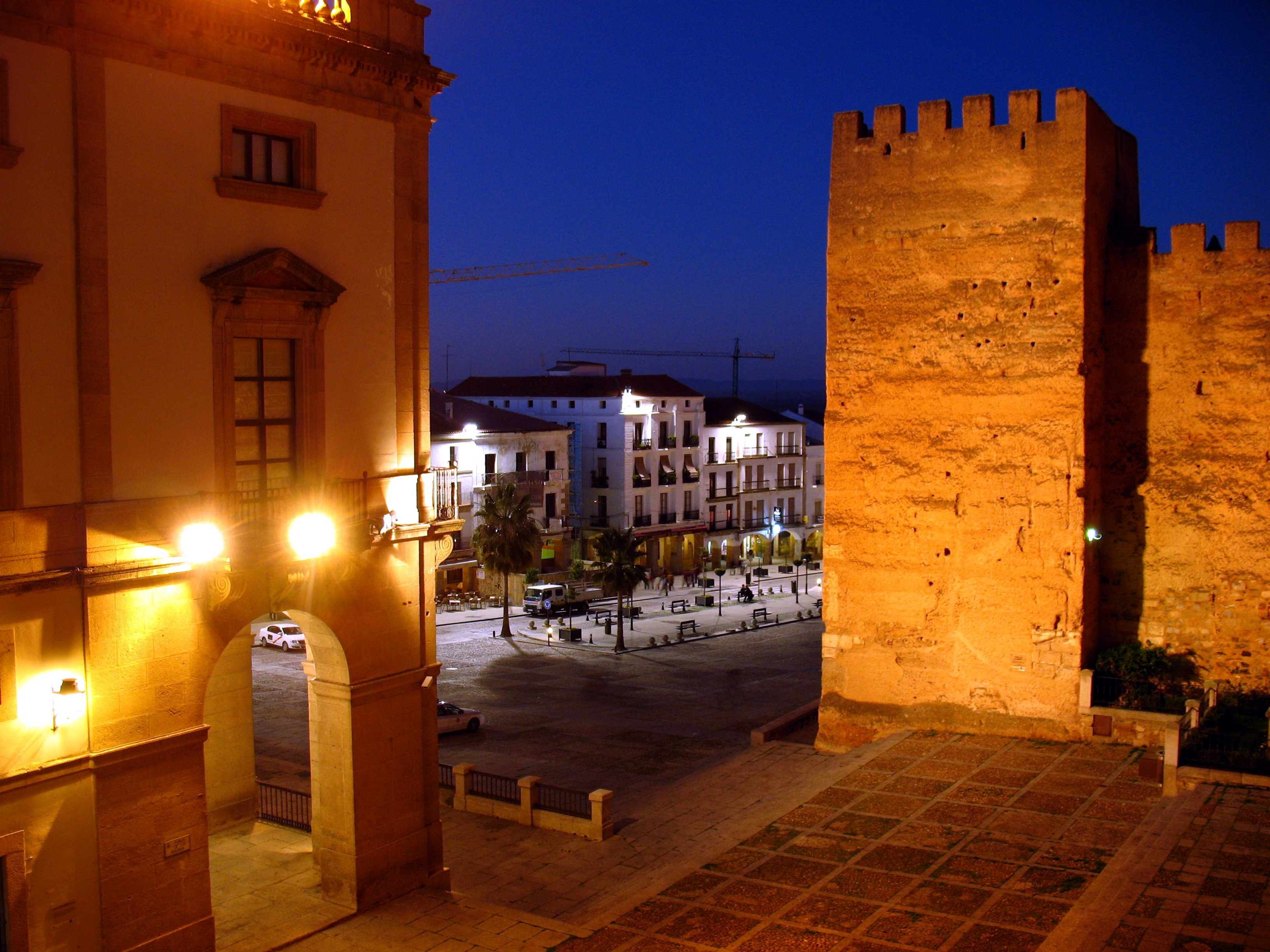
Vista nocturna de la plaza, donde se pueden distinguir parte del Foro de los Balbos en primer plano, uno de los laterales del Ayuntamiento a la izquierda y parte de la muralla a la derecha.

La mayoría de los edificios que circundan la plaza tienen tres alturas y son bloques de vivienda, aunque también hay edificios religiosos como la ermita de la Paz, institucionales como el Ayuntamiento y establecimientos hoteleros. Desde hace algunas décadas se impuso la corriente de encalar las fachadas, si bien se sabe que anteriormente era común la utilización de un enfoscado terroso imitando falsa sillería. Los edificios son de distintas épocas, conservando soportales del siglo XVI que protegen al viandante del sol y de la lluvia mediante arcos rebajados apoyados en robustos pilares de piedra. El estilo general imperante es la arquitectura popular, si bien muchos de estos inmuebles sufrieron modificaciones en los siglos XIX, XX y XXI.

## Remodelación

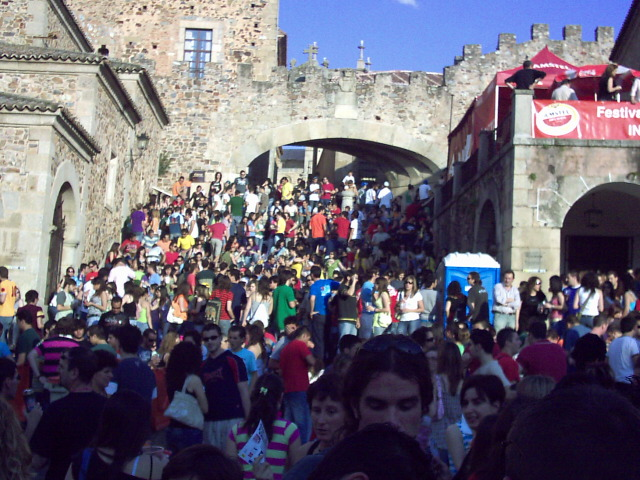
La plaza durante la celebración del WOMAD.

En marzo de 2011 se completaron las obras de reurbanización y remodelación de la plaza Mayor, dirigidas por los arquitectos Antonino Antequera (Estudio Thuban), Francisco Pol Méndez y Asunción Rodríguez Montejano (Mecsa).
El proyecto contempló la creación de una variedad de espacios que permiten su uso en cualquier circunstancia, haciendo de la plaza un lugar de encuentro y adaptándola a los nuevos tiempos.
Cuenta con una Plaza de verano, espacio de sombra arbolado y con fuentes; una Plaza de invierno, flanqueada por un muro-fuente y un banco corrido de piedra; el nuevo Foro de la Música, en el Foro de los Balbos, junto al Ayuntamiento, para la celebración de conciertos de cámara, y por último un gran espacio libre central para grandes eventos, cuyo pavimento recuerda formalmente a la vernácula bóveda cacereña de ladrillo, y que cuenta con unos surtidores desde los que se desliza el agua por toda su superficie para combatir las peores horas de calor del verano.